# Relazioni Romania-NATO
La Romania è entrata a far parte della North Atlantic Treaty Organization (NATO) il 29 marzo 2004 seguendo la decisione presa al Summit di Praga del novembre 2002. Per la Romania questo ha rappresentato una evoluzione notevole, con influenze decisive negli accordi internazionali e in quelli di politica interna. 

## Relazioni militari e missioni di peacekeeping
La Romania è stata una forza alleata durante la guerra del Golfo, in particolare durante la sua presidenza al  Consiglio di sicurezza dell'ONU. Romania è stata attiva in missioni di peacekeeping come UNAVEM in Angola, IFOR/SFOR in Bosnia, in Albania, in Afghanistan e ha mandato 860 fanti in Iraq dopo l'invasione guidata dagli USA.
La Romania ha appoggiato le sanzioni ONU contro la Jugoslavia. Pur avendo divisioni interne in Parlamento e tra la popolazione, la Romania ha appoggiato la NATO in Kosovo e approvato il sorvolo di aerei NATO sul proprio territorio. È stato il primo paese a entrare nel programma NATO Partenariato per la Pace, appena entrata nell'Alleanza nel 2004.
La Romania fa parte anche della Organization for Security and Cooperation in Europe (OSCE) e del North Atlantic Cooperation Council (NACC).
Nell'agosto 2014 il presidente romeno Traian Băsescu ha esortato i membri NATO a mandare armi all'Ucraina.